# Collegio di Penrith and Solway
Penrith and Solway è un collegio elettorale situato in Cumbria, nel Nord Ovest dell'Inghilterra, e rappresentato alla Camera dei Comuni del Parlamento del Regno Unito. Elegge un membro del Parlamento con il sistema first-past-the-post, ossia maggioritario a turno unico; l'attuale parlamentare è Markus Campbell-Savours del Partito Laburista, che rappresenta il collegio dal 2024.

## Estensione
Il collegio è costituito dai seguenti ward:
- nel Cumberland: Aspatria, Bothel and Wharrels, Cockermouth North, Cockermouth South, Dalston and Burgh, Dearham and Broughton, Keswick, Maryport North, Maryport South, Solway Coast, Thursby, Wetheral e Wigton;
- nel Westmorland and Furness: Alston and Fellside, Hesket and Lazonby, Penrith North e Penrith South.[1]

## Membri del parlamento
| Elezione | Elezione | Deputato                | Partito   |
| -------- | -------- | ----------------------- | --------- |
|          | 2024     | Markus Campbell-Savours | Laburista |

## Risultati elettorali

### Elezioni negli anni 2020
| Partito                    | Partito                                      | Candidato                  | Risultati 4 luglio 2024 | Risultati 4 luglio 2024 |
| Partito                    | Partito                                      | Candidato                  | Voti                    | %                       |
| -------------------------- | -------------------------------------------- | -------------------------- | ----------------------- | ----------------------- |
|                            | Laburista                                    | Markus Campbell-Savours    | 19 986                  | 40,56                   |
|                            | Conservatore                                 | Mark Jenkinson             | 14 729                  | 29,89                   |
|                            | Reform UK                                    | Matthew Moody              | 7 624                   | 15,47                   |
|                            | Lib Dem                                      | Julia Aglionby             | 4 742                   | 9,62                    |
|                            | Verde                                        | Susan Denham-Smith         | 1 730                   | 3,51                    |
|                            | Indipendente                                 | Chris Johnston             | 195                     | 0,40                    |
|                            | SDP                                          | Shaun Long                 | 156                     | 0,32                    |
|                            | Indipendente                                 | Roy Ivinson                | 119                     | 0,24                    |
|                            |                                              |                            |                         |                         |
| Iscritti                   | Iscritti                                     | Iscritti                   | 77 935                  | 100,00                  |
| ↳ Votanti (% su iscritti)  | ↳ Votanti (% su iscritti)                    | ↳ Votanti (% su iscritti)  | 49 281                  | 63,23                   |
| ↳ Astenuti (% su iscritti) | ↳ Astenuti (% su iscritti)                   | ↳ Astenuti (% su iscritti) | 28 654                  | 36,77                   |
|                            |                                              |                            |                         |                         |
|                            | Esito: collegio a Laburista (nuovo collegio) |                            |                         |                         |